# John Burke (gouverneur)
Pour les articles homonymes, voir John Burke et Burke.
John Burke (25 février 1859 – 14 mai 1937) était un avocat, juriste et dirigeant politique américain du Dakota du Nord qui fut le 10e gouverneur du Dakota du Nord de 1907 à 1913, puis le 24e trésorier des États-Unis sous le président Woodrow Wilson de 1913 à 1921. Après son mandat de trésorier, il a ensuite été juge à la Cour suprême du Dakota du Nord. 

## Biographie

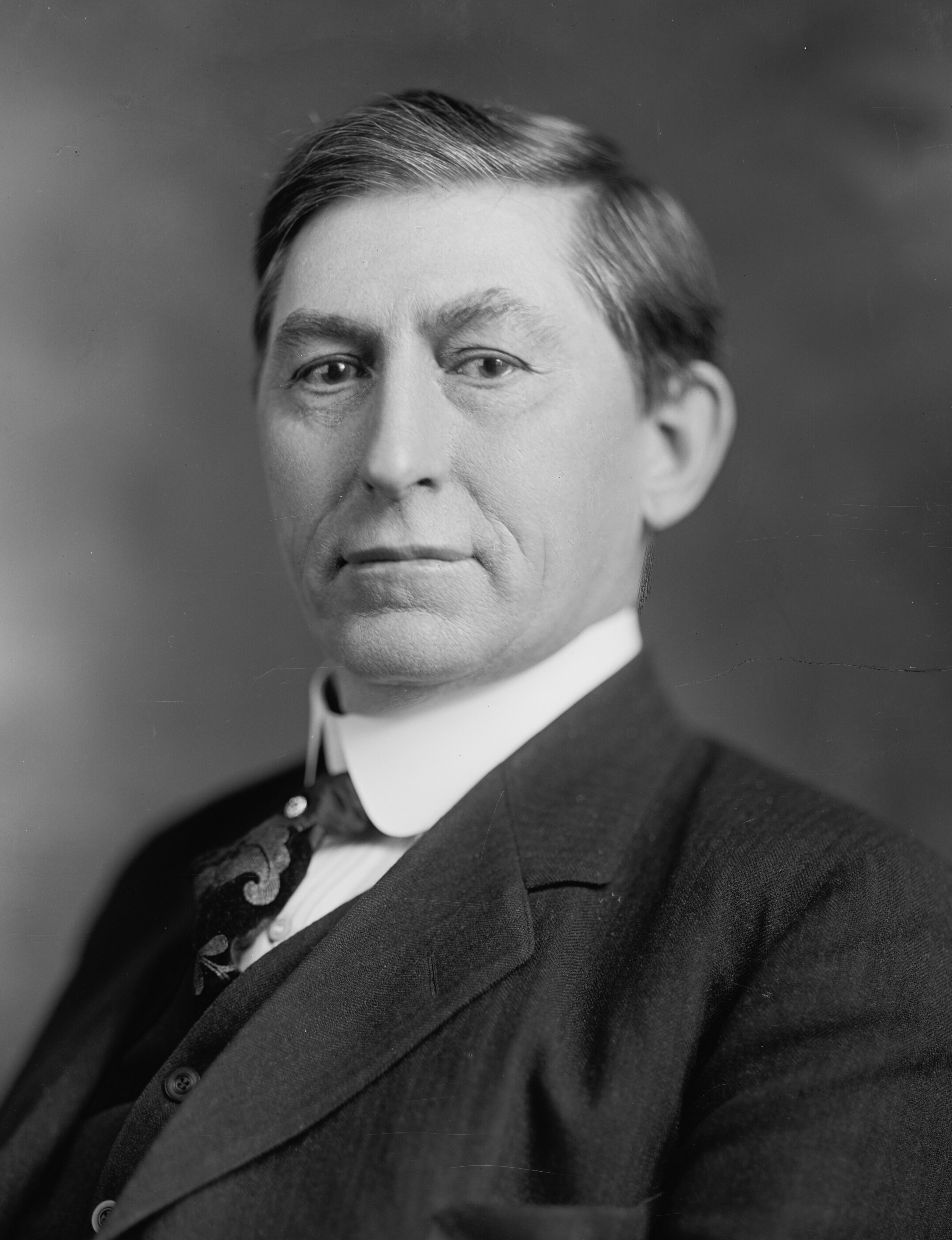
Portrait

Burke est né à Sigourney dans l'Iowa, d’ascendance irlandaise. Il est diplômé de l’Université de l’Iowa avec un diplôme en droit. Il a épousé Mary E. Kane, une enseignante, le 22 août 1891, et ils ont eu trois enfants.
Burke déménage dans le territoire pauvre du Dakota en 1888 où il s’installe à St. John, dans le comté de Rolette. Il devient juge du comté l'année suivante.
Deux ans après l’admission de l'État, Burke est élu à la Chambre des représentants du Dakota du Nord en 1891 et siège plus tard au Sénat du Dakota du Nord de 1893 à 1896. En 1896, Burke tenta sans succès de se faire élire à la Chambre des représentants des États-Unis pour le Parti démocrate, perdant par 4 000 voix. Par la suite, Burke retourne dans le comté de Rolette, servant comme juge de comté pour un autre mandat de 1897 à 1899.
Après avoir accepté à contrecœur la désignation comme candidat démocrate au poste de gouverneur du Dakota du Nord à l’unanimité, Burke bat le gouverneur sortant Elmore Sarles dans ce qui fut appelé la « révolution de 1906 », première étape du démantèlement de la machine politique républicaine du comité national dirigé par Alexander McKenzie. La campagne de Burke a attiré un large soutien bipartite, des citoyens lassés par l’administration Sarles en place, et la machine politique McKenzie qui avait dominé l’État pendant les 20 années précédentes. Après son entrée en fonction, Burke, un progressiste de la nouvelle ère, a institué et poursuivi des politiques contre les monopoles des chemins de fer qui avaient dominé la politique de l’État jusqu'alors, et un certain nombre de réformes contre la corruption, que Burke poursuivait personnellement et contre laquelle il avait mené une croisade dans toutes les administrations. Sa personnalité, ses convictions politiques et ses actions lui ont valu le surnom de « Honest John », un nom que Burke lui-même n’aimait pas, ne voulant pas être comparé au président Abraham Lincoln, surnommé « Honest Abe ».
Lors de la Convention nationale démocrate de 1912 à Baltimore, Burke soutient avec enthousiasme la candidature de Woodrow Wilson. Burke a fait basculer tous les votes du Dakota du Nord en faveur de Wilson au premier tour. William Jennings Bryan, lui-même un partisan de Wilson et aussi un bon ami de Burke, voulait que ce dernier se présente à la vice-présidence. Burke refusa, cependant, en raison d’une promesse qu’il avait donnée aux délégués de l’Indiana de soutenir Thomas R. Marshall pour la vice-présidence. Burke est nommé trésorier des États-Unis après la victoire électorale de Wilson en novembre 1912. De 1913 à 1921, il occupera la fonction pendant les deux mandats de Woodrow Wilson avant de démissionner deux mois avant que Wilson ne quitte ses fonctions pour créer une société de courtage à Wall Street.Pendant son mandat de trésorier, Burke se présente sans succès au Sénat des États-Unis en 1916. [10]
Il a ensuite été juge à la Cour suprême du Dakota du Nord, un poste qu’il avait toujours désiré, de 1924 à 1937. Au cours de cette période, il a été juge en chef à deux reprises en 1929-1931 et  1935-1937.

## Mort et héritage
Au milieu de son deuxième mandat en tant que juge en chef de la Cour suprême du Dakota du Nord, Burke a développé un œdème pulmonaire et meurt des suites de l’opération le 14 mai 1937.
Après la mort de Burke, de nombreux politiciens et fonctionnaires ont honoré Burke pour son caractère et ses idéaux. Pour beaucoup, Burke est considéré comme l’un des plus grands politiciens du Dakota du Nord considéré « le premier citoyen du Dakota du Nord ». Ses restes sont enterrés au cimetière Saint Mary, à Bismarck.
Le comté de Burke est nommé en son honneur. Le navire SS John Burke de la Seconde Guerre mondiale porte également le nom de Burke.
En 1963, l’État du Dakota du Nord a fait don d’une statue de Burke à la National Statuary Hall Collection du Capitole des États-Unis. Une statue similaire se trouve également sur le terrain du Capitole de l'État du Dakota du Nord à Bismarck.

### Source
- (en) Cet article est partiellement ou en totalité issu de l’article de Wikipédia en anglais intitulé « John Burke (North Dakota politician) » (voir la liste des auteurs).